# Grand écuyer (Hongrie)
Le maître des écuries royales ou grand écuyer (en hongrois : főlovászmester ; en allemand : Königliche Oberststallmeister ; en latin : agazonum regalium magistri ou magister agazonum) est un grand officier royal du royaume de Hongrie, présent dès le XIIIe siècle. Il est l'équivalent hongrois du connétable  ou du grand écuyer de France.

## Sources
- Engel, Pál (2001). The Realm of St Stephen: A History of Medieval Hungary, 895–1526. I.B. Tauris Publishers.  (ISBN 1-86064-061-3).
- Fallenbüchl, Zoltán : Magyarország főméltóságai ("Hauts Dignitaires en Hongrie"). Maecenas Könyvkiadó, 1988.  (ISBN 963-02-5536-7)